# Протокол до Мадридської угоди про міжнародну реєстрацію знаків
Протокол до Мадридської угоди про міжнародну реєстрацію знаків — протокол до Мадридської угоди про міжнародну реєстрацію знаків, підписаний у 1989 році. 
Протокол, який є доповненням до зазначеної Угоди, прийнятий з метою введення в систему міжнародної реєстрації знаків деяких нових елементів, що спрощують приєднання до Угоди окремих країн. 
Заявки на реєстрацію знаків, які подаються відповідно до Протоколу, можуть бути складені не тільки французькою, а й англійською мовою. 
Країни, що підписали Протокол, є членами Союзу та Асамблеї Мадридської угоди. 
В Україні цей Протокол набрав чинності в 2000 році.